# 水滸伝 永遠なる梁山泊
『水滸伝 永遠なる梁山泊』（すいこでん えいえんなるりょうざんぱく、原題：水滸伝）は、施耐庵作の同名の通俗小説『水滸伝』を題材とした中国中央テレビ製作の連続テレビドラマである。1996年に画期的大作として撮影。製作費は当時の人民元で4000万元超。梁山泊のセットは原寸大で再現。衣装や当時の風俗などもリアルに再現している。特撮が効果的に使われた。平均視聴率（中国全土）は45.91%。全43話。

## キャスト
- 宋江：李雪健
- 林冲：周野芒
- 李逵：趙小鋭
- 武松：丁海峰
- 燕青：王光輝
- 呉用：寧小志
- 扈三娘：鄭爽
- 高俅：魏宗万
- 高衙内：洪剣濤
- 潘金蓮：王思懿

## スタッフ
- 製作：任大恵、張紀中
- 脚本：楊争光、冉平
- 監督：張紹林
- 撮影：張紹林
- アクション監督：袁和平、袁祥仁
- 美術：銭運選
- 音楽：趙季平

## 日本語版ソフト
2003年6月にDVDがコニービデオより発売。全10巻。DVD-BOXには映像特典として「水滸伝　梁山泊108人」と「水滸伝プロモーション国際版」が収録されている。